# Enrique Alemán
Enrique Alemán fue un maestro vidriero del siglo XV nacido en Alsacia (Alemania). Viajó a España, donde residió muchos años y realizó bellas vidrieras destinadas a la Catedral de Sevilla y la 
Catedral de Toledo.

## Obra

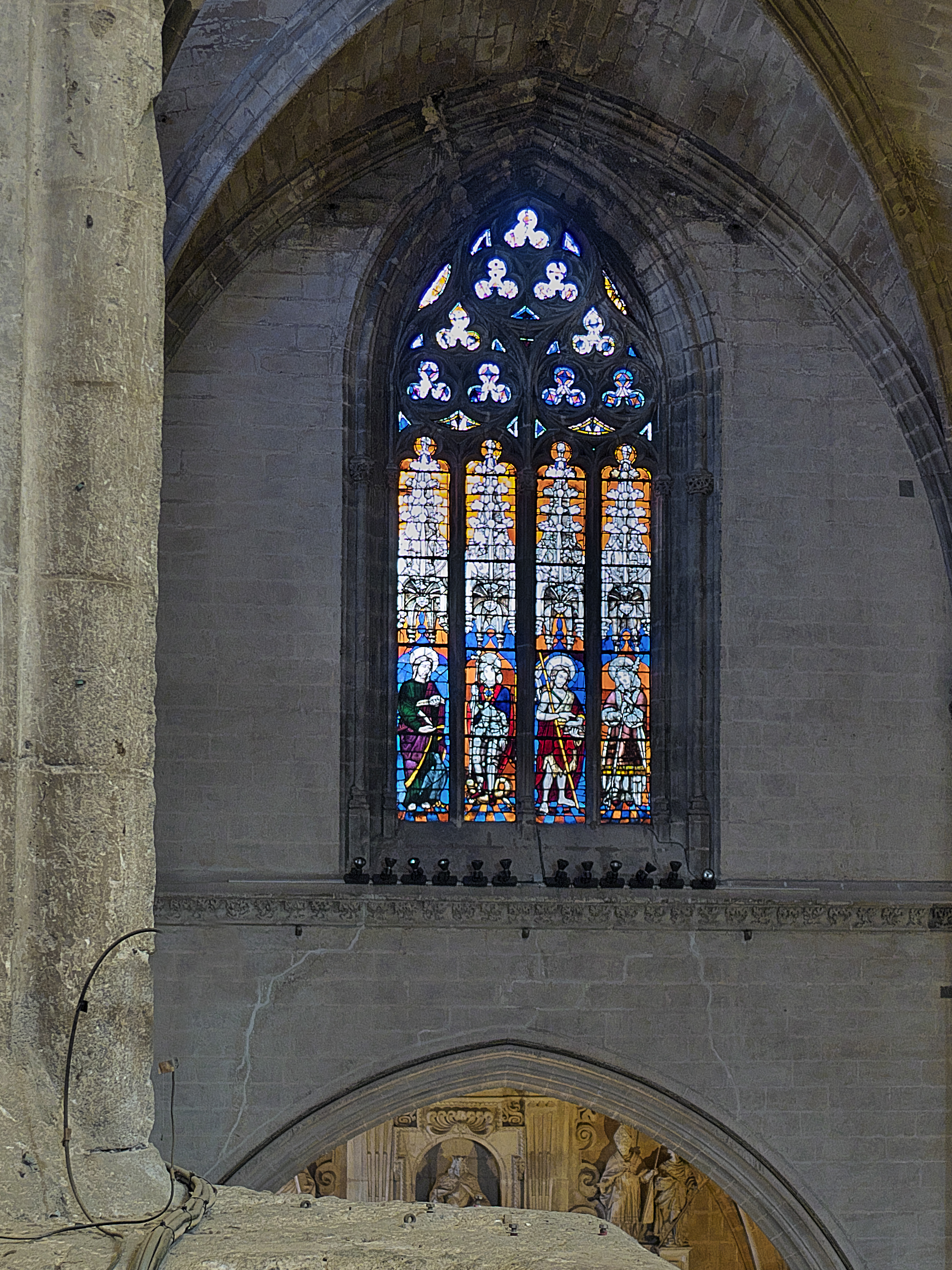
Catedral de Sevilla. Vidriera con San Juan Evangelista, San Miguel, San Juan Bautista y San Gabriel (1478)

Entre 1478 y 1483 trabajó en Sevilla, siendo el autor de las vidrieras más antiguas de la catedral de esta ciudad, las cuales fueron confeccionadas mientras este templo se encontraba aun en construcción. Realizó muchas de las que se disponen sobre las capillas laterales, tanto del lado de la Epístola como del lado del Evangelio, así como algunas de las situadas en la nave central. Estas obras, que aún se conservan, están consideradas una de las cumbres artísticas de la vidriera española de todos los tiempos y sirvieron como modelo e inspiración a las que realizó en el siglo XVI el maestro vidriero Arnao de Flandes Hijo.
A partir de 1484 y hasta 1492, se trasladó a Toledo donde confeccionó para su catedral diversas obras de características muy similares a las de Sevilla, pues utilizó los mismos patrones, con la excepción de algunas vidrieras de su última etapa como La Adoración de los Reyes de 1488.
En sus obras se unen influencias de los primitivos flamencos con otras procedentes de los artistas alemanes de finales del gótico. En casi todas sus creaciones se representan figuras aisladas que correspondes a Santos, Profetas, Apóstoles o Padres de la Iglesia, que están situados sobre un fondo de motivos geométricos de gran belleza y originalidad tanto en las formas como en el colorido.